# Croix du Dan
Pour les articles homonymes, voir Dan.
La croix du Dan est une grande croix en fer située sur la commune de Barretaine dans le département français du Jura. Elle offre un point de vue panoramique sur Poligny depuis le sommet du promontoire rocheux où elle est installée.

## Localisation

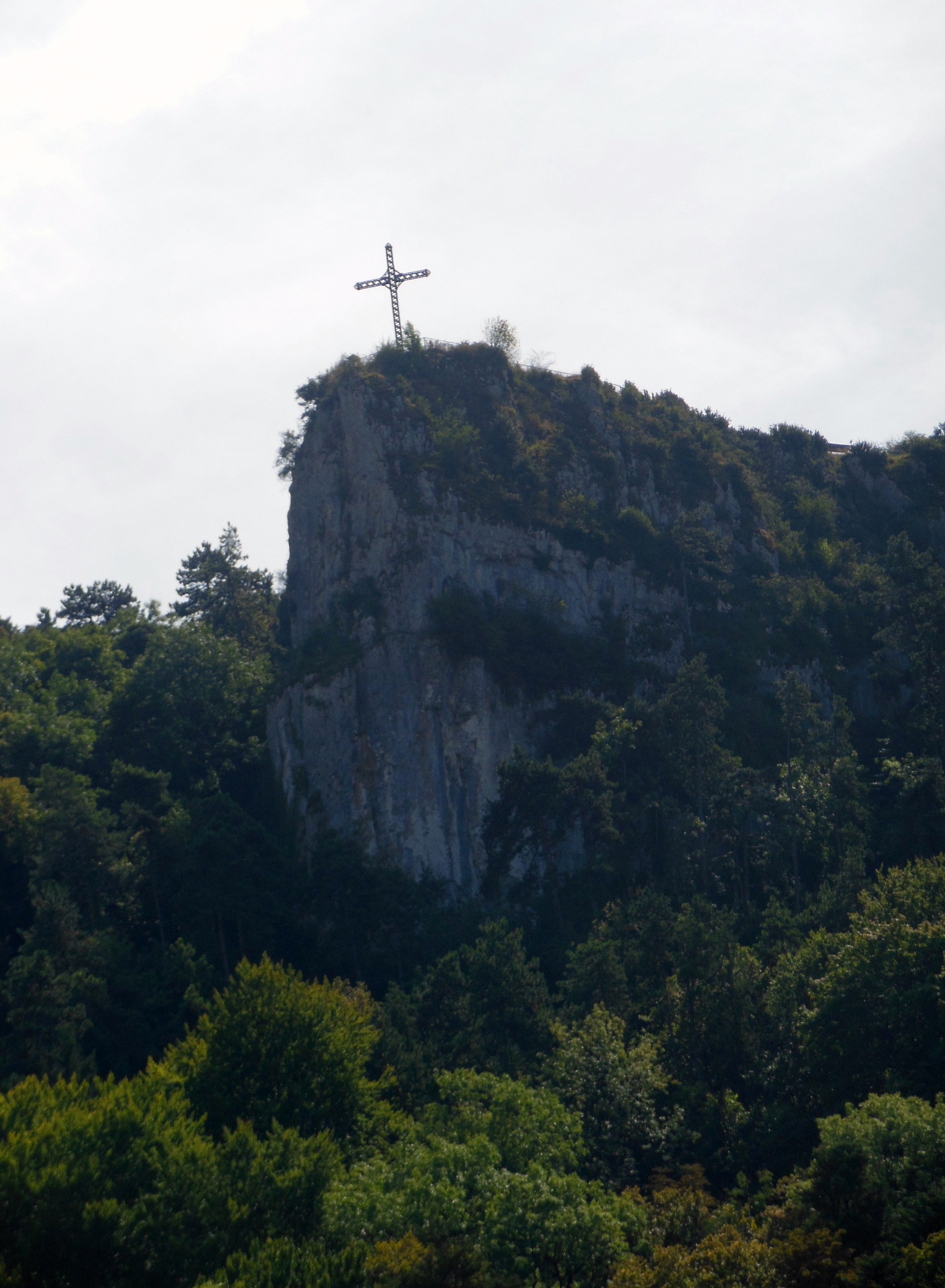
Croix du Dan au sommet de son rocher.

La croix est installée sur l'extrémité d'un promontoire rocheux (anciennement appelé le « rocher du Dent ») au bord du plateau de Lons-le-Saunier, dans le massif du Jura. Depuis cet emplacement, elle domine la commune de Poligny, sa reculée et toute la plaine de l'Orain vers le nord.

## Histoire
Même si son origine reste inconnue, son implantation est située entre 1870 et 1871. En effet, une demande d'autorisation est faite en 1870 au maire de Barretaine par l'abbé Bonnefoy de Poligny pour implanter une croix sur le « rocher du dent ».
La raison de l'érection de cette croix n'est pas connue. Plusieurs raisons sont évoquées, sans certitude : les fautes d'un jeune homme de la région, que sa famille aurait voulu racheter en offrant cette croix ; ou le souvenir d'un jeune cavalier amoureux qui se serait jeté dans le vide, ; ou la commémoration de persécutions religieuses.
En 1905–1906, dans un climat anticlérical lié à la loi de séparation des Églises et de l'État, qui voit plusieurs croix de la région profanées ou détruites, la croix du Dan manque d'être sciée.
Le 6 juin 1942, un groupe de Résistance à l'occupation allemande peint sur le rocher de la croix du Dan un signe « V » monumental accompagné d'une croix de Lorraine.

## Description
La croix est en fer forgé de 12 mètres de haut tournée vers la ville de Poligny. Les branches de la croix sont constituées chacune de quatre tiges métalliques reliées entre elles par des croisillons pour former volume.

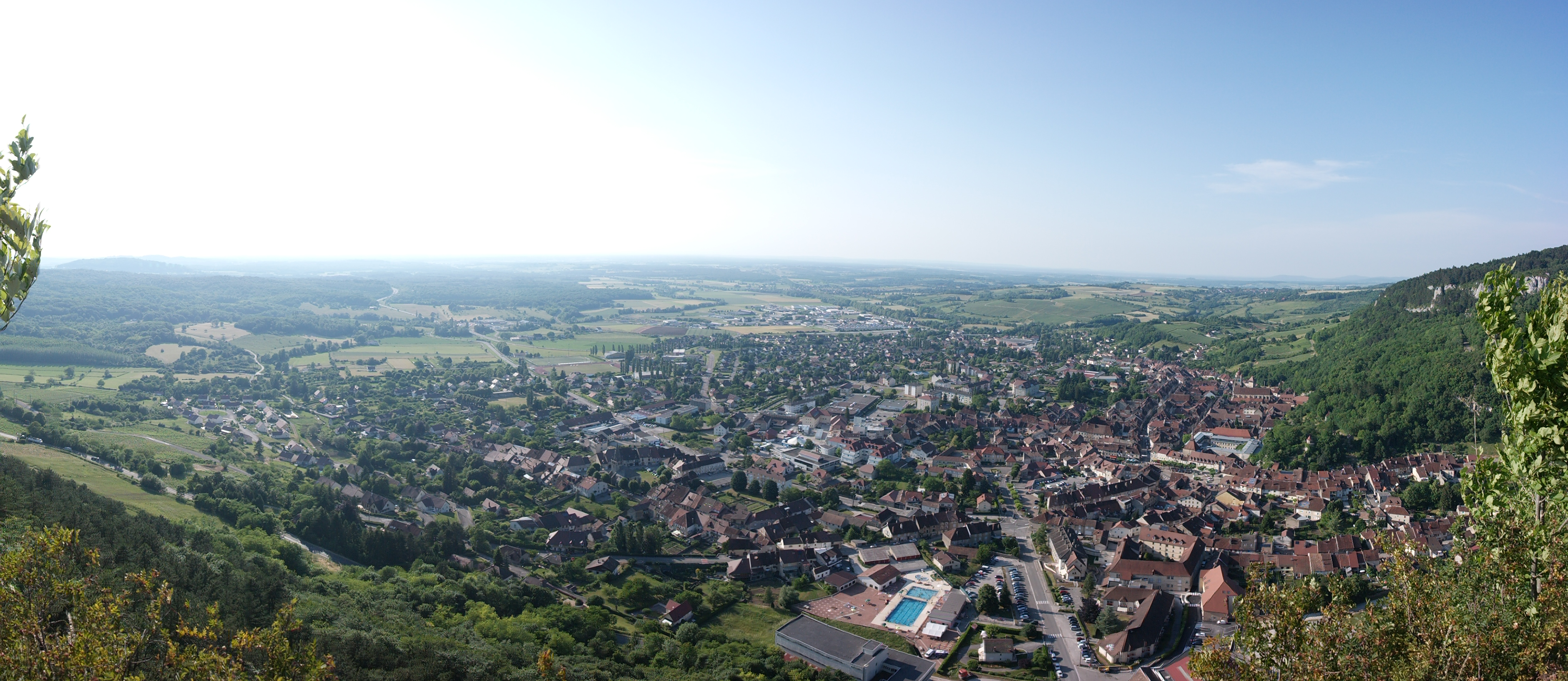
Panorama sur Poligny depuis le belvédère de la croix du Dan.